# Győrkös István (politikus)
Győrkös István (1940. november 20. –) magyar szélsőjobboldali, hungarista politikus, az 1990-es évek eleji-közepi hungarista mozgalmak egyik főszervezője, az 1989-ben általa alapított Magyar Nemzeti Arcvonal (MNA) vezetője, a bőnyi rendőrgyilkos.

## Életrajza
Állítása szerint az 1956-os forradalom után börtönbe került, ahol a nyilas rabtársakon keresztül megismerkedett a nemzetiszocializmus és a hungarizmus eszmeiségével.
A rendszerváltás hajnalán, 1989-ben Győrben megalapította a Magyar Nemzetiszocialista Akciócsoportokat. A nemzetiszocializmus eszmeiségének terjesztése miatt tagtársaival együtt azonnal perbe fogták és felfüggesztett börtönbüntetésre ítélték. A per lezárulta után szervezete nevét 1992. november 29-ével Magyar Nemzeti Arcvonalra változtatta.
Győrkös és csoportja használta először (de nem elsőként) a rendszerváltás után nagy nyilvánosság előtt az árpádsávos zászlót, mikor 1992. október 23-án kifütyülték Göncz Árpádot, aki a mikrofonhoz lépése után el sem tudta kezdeni ünnepi beszédét, és pár perces várakozást követően végül meg sem tartotta azt.
A hungarista mozgalom vezetését Henney Árpád 1980-as halálával a szintén alapító tag Tatár Imre vette át. Tatár még életében egyfajta társelnöki rendszert alakított ki az 1990-es években a mozgalom élén. Az első társelnökök Győrkös István (Magyar Nemzeti Arcvonal), Szabó Albert (Világnemzeti Népuralmista Párt) és Ekrem-Kemál György (Kommunizmus Üldözötteinek Szövetsége) voltak. Ekkor megpróbálták legalizálni a szervezetet és 1994-ben Magyar Hungarista Mozgalom néven pártot alapítottak, ám öt hónapon belül fel is oszlatták magukat, és még abban az évben Magyar Népjóléti Szövetség néven formálódtak újra. Ez a párt 1998-ra gyakorlatilag teljesen szétesett, hivatalosan pedig 2000-ben szűnt meg.
Tatár 1995-ös halála után Győrkös egyeduralomra tört, és a társelnöki rendszert semmisnek nyilvánítva kinevezte magát a hungarizmus és a hungarista mozgalom egyedüli vezetőjének. 1997 februárjában csoportjával megszervezte az első Becsület napja felvonulást. Ugyan a hungaristák a rendszerváltás utáni hazai politikai környezetben sosem voltak jelen számottevő politikai tényezőkét, a már korábban is megvolt, illetve az ezen lépéssel újabbként született törések miatt az 1990-es évek közepén még valamelyest aktív mozgalom az évezred végére szinte teljesen szétesett.

### A bőnyi rendőrgyilkosság
2016. október 26-án Győrkös István bőnyi házához – a hatóságok aznapi tájékoztatása szerint – egy folyamatban lévő, nyílt büntetőeljárás kapcsán, előre tervezett házkutatás céljából érkezett meg a Nemzeti Nyomozó Iroda (NNI) több munkatársa, akikre ő gépkarabélyból több lövést adott le a lakásból. A lövések a 46 éves Pálvölgyi Péter rendőr őrnagyot, az NNI kiemelt főnyomozóját halálra sebesítették. A meglőtt rendőr társa viszonozta a tüzet és hasba lőtte az elkövetőt, más nem sérült meg. Az esetet követően a rendőrök segítségére érkező terrorelhárítók ártalmatlanították és elfogták Győrköst, akit a győri Petz Aladár Kórházba szállítottak.
Ellátása után a Központi Nyomozó Főügyészség győri kirendeltsége Győrköst hivatalos személy sérelmére elkövetett, több ember életét veszélyeztető emberölés bűntettének kísérletével, valamint lőfegyverrel való visszaélés bűntettével gyanúsította meg.
Az agyonlőtt rendőrt Pintér Sándor belügyminiszter még aznap posztumusz alezredessé léptette elő és hősi halottá nyilvánította. A Nemzeti Nyomozó Iroda részéről viszont belső vizsgálat indult a parancsnoki felelősség tárgykörében, annak tisztázására, hogy hibázott-e valaki, amikor csak nyomozókat küldött Győrkös házához, a Terrorelhárítási Központ támogatása nélkül, holott tudhatták, hogy fegyverek lehetnek nála.
Újságírói információk szerint a házkutatás a bő egy hónappal korábbi Teréz körúti robbantás ügyében folytatott nyomozással függhetett össze, mivel az egyik nyomozási verzió szerint a robbantó a szélsőséges, radikális, félkatonai csoportok tagjai közül is kikerülhetett, ezért kívánhatták ellenőrizni a nyomozók a Magyar Nemzeti Arcvonal vezetőit is. A házkutatás során sajtóértesülések szerint vadonatúj, orosz gyártmányú fegyvereket, köztük puskát, pisztolyt és távcsővel felszerelt gépkarabélyt is találtak a nyomozók.
2019. június 21-én a Szombathelyi Törvényszék bűnösnek mondta ki Győrköst hivatalos személy sérelmére, több ember életét veszélyeztetve elkövetett emberölés és lőfegyverrel való visszaélés bűntettében, és életfogytiglani szabadságvesztésre ítélte őt azzal, hogy legkorábban 25 év elteltével bocsátható feltételes szabadságra. Az ügyész súlyosbításért, Győrkös és ügyvédei felmentésért fellebbeztek.
A nem jogerős ítélet szerint Győrkös közvetlen közelről, 30-80 centiről három lövést is leadott a nála házkutatást vezető Pálvölgyi Péter rendőr őrnagyra. A Győri Fellebbviteli Főügyészség az elsőfokú ítélet megváltoztatását, a több ember életét veszélyeztetve minősítő körülmény megállapítását és a vádlott büntetésének súlyosítását indítványozta – konkrétan azt, hogy csak később lehessen feltételes szabadságra bocsátani.
2019. december 11-én a Győri Ítélőtábla csak csekély részben – a bűnjelek kezelése ügyében – változtatta meg az első fokon eljáró Szombathelyi Törvényszék ítéletét, egyebekben helybenhagyta azt.